# 佐々木周
佐々木 周（ささき しゅう、1991年2月12日 - ）は、奈良県奈良市出身のサッカー選手。ポジションはFWまたはMF。

## 来歴
小学校1年生からサッカーを始め、中学時代は奈良YMCA SCジュニアユースでプレー。
奈良育英高校から関西大学に一般入試で進学。卒業後はドイツとオーストラリアで迷った結果、英語力の向上を考えてオーストラリアを選択、2014年2月にトライアルに参加した。トライアルの結果、マルコーニ・スタリオンズFCに入団。翌年にブラックタウン・スパルタンズFCに移籍し、2016年に降格するまで在籍した。
2017年1月、フィリピン・フットボールリーグのグローバル・セブFCに移籍。1月24日のAFCチャンピオンズリーグ2017予選プレーオフのタンピネス・ローバースFC戦で移籍後初出場および国際クラブ大会初出場。移籍後初得点は4月5日、AFCカップ2017でジョホール・ダルル・タクジムFCからであった。
2018年2月20日に香港プレミアリーグの香港流浪足球会に加入。移籍後初得点は3月4日であった。しかし、加入半年でクラブは降格、これによって7月2日に香港飛馬足球隊に移籍した。
2020年5月2日、南区足球会に移籍した。